# Tupolev Tu-95LAL
Dimensions
Le Tupolev Tu-95LAL, (russe : Летающая Атомная Лаборатория – Letayushchaya Atomnaya Laboratoriya – laboratoire nucléaire volant), est un avion expérimental, une version modifiée du bombardier russe Tupolev Tu-95, qui a volé de 1961 à 1965. Similaire à l'avion américain plus ancien Convair NB-36H Crusader, il était destiné à vérifier si un réacteur nucléaire pouvait être utilisé pour propulser un avion, à tester des boucliers anti-radiations pour l'équipage et à mettre en place des procédures pour la maintenance du réacteur en vol.

## Description
Durant la guerre froide, l'URSS et les États-Unis avaient chacun mis en place un programme d'avions expérimentaux nucléaires. Sans avoir besoin de se ravitailler en carburant, un avion à propulsion nucléaire aurait eu un grand rayon d'action par rapport aux avions traditionnels.
Le 12 août 1955, le Conseil des ministres de l'URSS donne l'ordre de commencer la recherche sur les aéronefs à propulsion nucléaire. Les bureaux de conception d'Andrei Tupolev et Vladimir Miassichtchev deviennent les chefs du projet de conception alors que N.D. Kouznetsov et A.M. Lyoulka doivent développer les moteurs. Ils choisissent de concentrer au départ sur un système à cycle direct, testant des statoréacteurs, des réacteurs et des turbopropulseurs.